# Poczesna
Poczesna è un comune rurale polacco del distretto di Częstochowa, nel voivodato della Slesia.

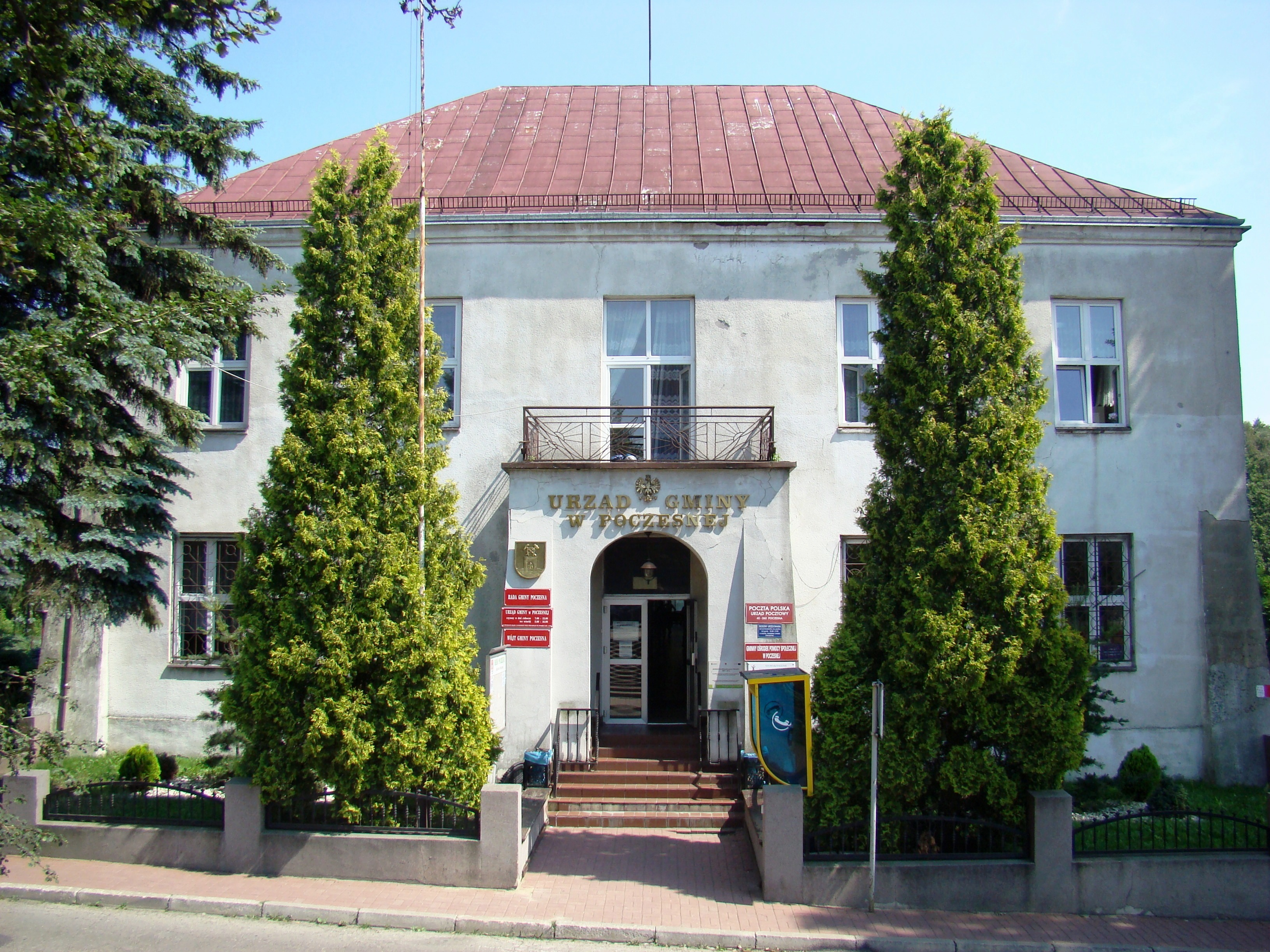

Ricopre una superficie di 60,13 km² e nel 2004 contava 12 470 abitanti.